# Melampyrum barbatum
La spigarola pubescente (nome scientifico Melampyrum barbatum Waldst. & Kit., 1800) è una piccola pianta erbacea appartenente alla famiglia delle Orobanchaceae.

## Etimologia
Il nome generico (melampyrum) deriva da due parole greche:  "mélas" (= nero) e "pyrós" (= grano), un nome usato da Teofrasto (371 a.C. – Atene, 287 a.C.), un filosofo e botanico greco antico, discepolo di Aristotele, autore di due ampi trattati botanici, per una pianta infestante delle colture di grano. L'epiteto specifico (barbatum) deriva dal latino e indica una pianta con habitus peloso.
Il binomio scientifico della pianta di questa voce è stato proposto dal botanico e naturalista militare austriaco Franz de Paula Adam von Waldstein (1759 - 1823) e dal botanico e chimico ungherese Pál Kitaibel (1757 – 1817) nella pubblicazione "Descriptiones et Icones Plantarum Rariorum Hungariae - i. 89. t. 86." del 1800.

## Descrizione
Queste piante possono arrivare fino ad una altezza di 2 - 5 dm. La forma biologica è terofita scaposa (T scap), ossia in generale sono piante erbacee che differiscono dalle altre forme biologiche poiché, essendo annuali, superano la stagione avversa sotto forma di seme e sono munite di asse fiorale eretto e spesso privo di foglie. Sono piante “emiparassite”: possono vivere sulle radici di altre piante per prelevare acqua e sali minerali, mentre sono capaci di svolgere la funzione clorofilliana (al contrario delle piante “parassite assolute”). Queste piante non anneriscono durante la disseccazione.

### Radici
Le radici sono tipo fittone.

### Fusto
La parte aerea del fusto è eretta e densamente pubescente.

### Foglie
Le foglie lungo il caule sono disposte in modo opposto ed hanno una forma lineare con lamina intera. La forma delle foglie maggiori è lineare-lanceolata, sono larghe fino a 10 mm ed hanno da 1 a 6 denti aristiformi per lato. Dimensione delle foglie: larghezza 2 – 6 mm; lunghezza 25 – 40 mm.

### Infiorescenza
L'infiorescenza  è una densa spiga apicale, conica compatta, interrotta alla base, con i fiori disposti in tutte le direzioni e con brattee simili a foglie ma progressivamente più allargate (da lanceolate a ovate) e più aristate. Le brattee inferiori sono lunghe 15 – 25 mm ed hanno da 9 a 11 denti aristiformi per lato con delle punte a portamento eretto-patente. Il colore delle brattee è giallo chiaro quasi verde.

### Fiore
I fiori sono ermafroditi, zigomorfi e tetraciclici (con i quattro verticilli fondamentali delle Angiosperme: calice – corolla – androceo – gineceo). Lunghezza del fiore: 20 – 25 mm.
- Formula fiorale: per questa pianta viene indicata la seguente formula fiorale:

X, K (4), [C (2+3), A 2+2], G (2), (supero), capsula
- Calice: il calice (gamosepalo) è un tubo di 8 – 12 mm terminante con 4 denti uguali, diritti e filiformi, ricoperto densamente di peli lanosi lunghi 1,5 – 2 mm.
- Corolla: la corolla bilabiata (gamopetala) è un tubo lungo 20 – 30 mm con le fauci aperte. Il colore della corolla è giallo.
- Androceo: gli stami dell'androceo sono quattro didinami; sono inseriti nel tubo corollino, in particolare ascendono sotto il labbro superiore della corolla. Le antere sono conniventi ed hanno una loggia portante un cornetto allungato. Le sacche polliniche hanno l'estremità inferiore a forma di freccia[9],
- Gineceo: i carpelli del gineceo sono due e formano un ovario supero biloculare (derivato dai due carpelli iniziali). Lo stilo è unico lievemente più lungo degli stami ed è inserito all'apice dell'ovario; lo stimma è bifido.
- Fioritura: da maggio a luglio.

### Frutti
Il frutto è del tipo a capsula deiscente a quattro semi; la forma è obovato-compressa bivalve; la superficie è pubescente.

## Riproduzione
- Impollinazione: l'impollinazione avviene tramite insetti (impollinazione entomogama).
- Riproduzione: la fecondazione avviene fondamentalmente tramite l'impollinazione dei fiori (vedi sopra).
- Dispersione: i semi cadendo a terra sono successivamente dispersi soprattutto da insetti tipo formiche (disseminazione mirmecoria).

## Biologia
Queste piante sono emiparassite, ossia in parte producono clorofilla e sono capaci di assorbire in modo autonomo i minerali dal terreno, ma hanno anche la capacità di utilizzare le sostanze prodotte dalle piante a loro vicine (funzione parassitaria). I meccanismo con il quale assorbono le sostanze di altre piante è basato su piccoli austori posti al livello radicale. La pianta ospite può accettare di buon grado questo insediamento (come la specie Festuca ovina) oppure può opporsi con secrezioni di sostanze tossiche.

## Tassonomia
La famiglia di appartenenza della specie (Orobanchaceae) comprende soprattutto piante erbacee perenni e annuali semiparassite (ossia contengono ancora clorofilla a parte qualche genere completamente parassita) con uno o più austori connessi alle radici ospiti. È una famiglia abbastanza numerosa con circa 60 - 90 generi e oltre 1700 - 2000 specie (il numero dei generi e delle specie dipende dai vari metodi di classificazione) distribuiti in tutti i continenti. Il genere Melampyrum è distribuito in Europa, India, Giappone e Nord America; le sue specie preferiscono climi per lo più temperati delle regioni extratropicali. Comprende circa 30 - 40 specie di cui una dozzina è presente nella flora spontanea italiana.

### Filogenesi
La classificazione tassonomica del Melampyrum barbatum è in via di definizione in quanto fino a poco tempo fa il suo genere apparteneva alla famiglia delle Scrophulariaceae (secondo la classificazione ormai classica di Cronquist), mentre ora con i nuovi sistemi di classificazione filogenetica (classificazione APG) è stata assegnata alla famiglia delle Orobanchaceae e tribù Rhinantheae..
Il Melampyrum barbatum appartiene al gruppo M. arvense circoscritto dai seguenti caratteri:
- le brattee dell'infiorescenza all'antesi sono generalmente purpuree (raramente giallastre);
- i fiori dell'infiorescenza sono rivolti in tutte le direzioni;
- la capsula è completamente glabra con la deiscenza antero-posteriore.

A questo gruppo appartengono quattro specie (nella flora spontanea italiana):
- Melampyrum arvense L. - Spigarola campestre: il tubo del calice è lungo 12 - 18 mm ed è cigliato sul bordo e sui nervi.
- Melampyrum barbatum W. et K. - Spigarola pubescente: il tubo del calice è lungo 8 - 12 mm ed è densamente lanoso.
- Melampyrum fimbriatum Vandas - Spigarola fimbriata: i denti del calice sono lunghi 1,5 - 2 volte il tubo che è glabro.
- Melampyrum variegatum Huter, P. et R. - Spigarola screziata: i denti del calice sono lunghi quanto il tubo che è glabro.

### Sottospecie e varietà
Le specie del genere Melampyrum sono soggette al fenomeno del "polimorfismo stagionale". In particolare a quote basse dapprima si ha la fioritura "estivale" e quindi quella "autunnale". A quote più alte (alta montagna) a causa del più breve periodo di fioritura si ha una sola forma intermedia chiamata "monomorfa". Della specie di questa voce sono riconosciute due sottospecie di seguito descritte.

#### Sottospeciecarstiense

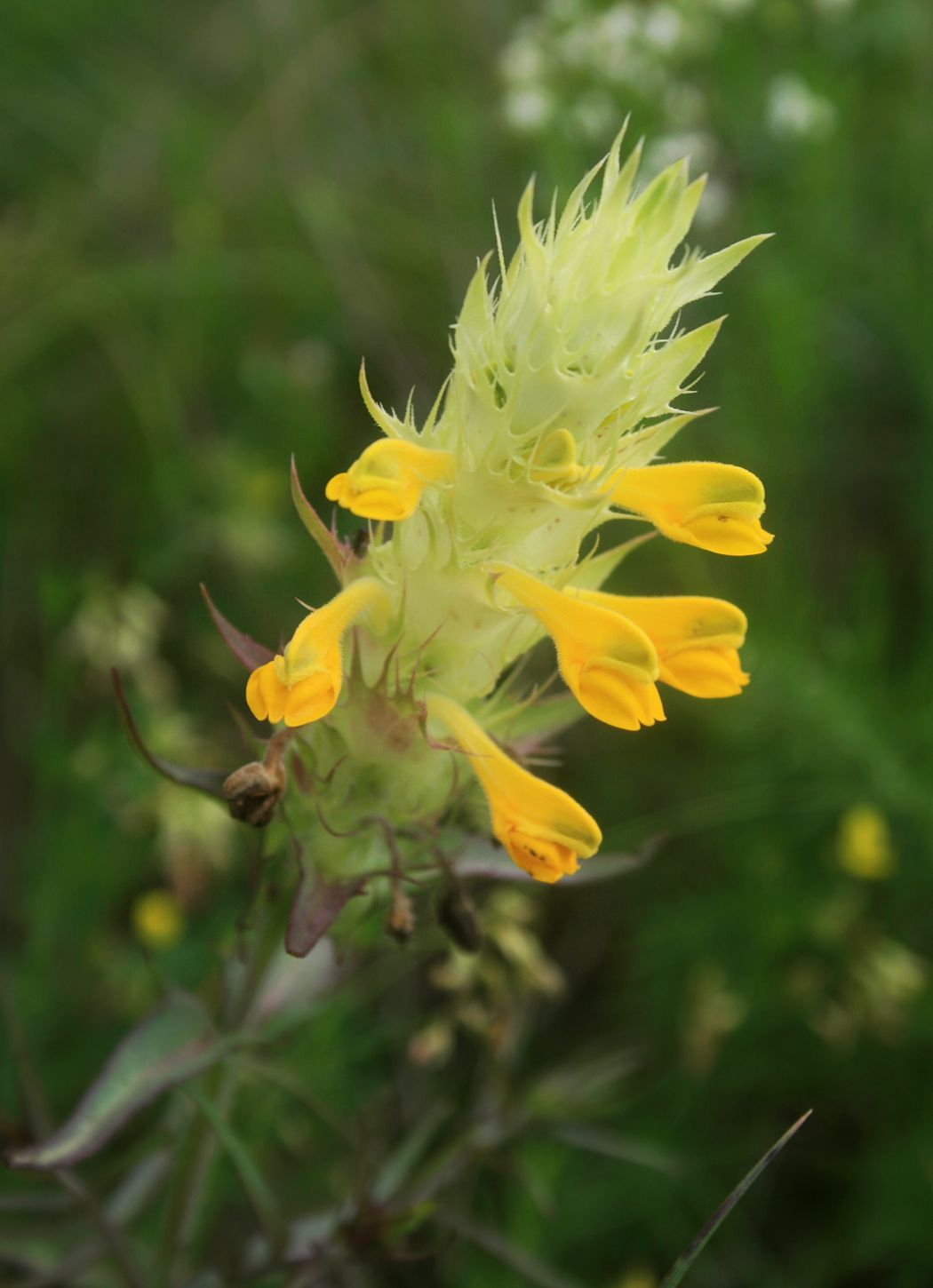
Subsp. carstiense

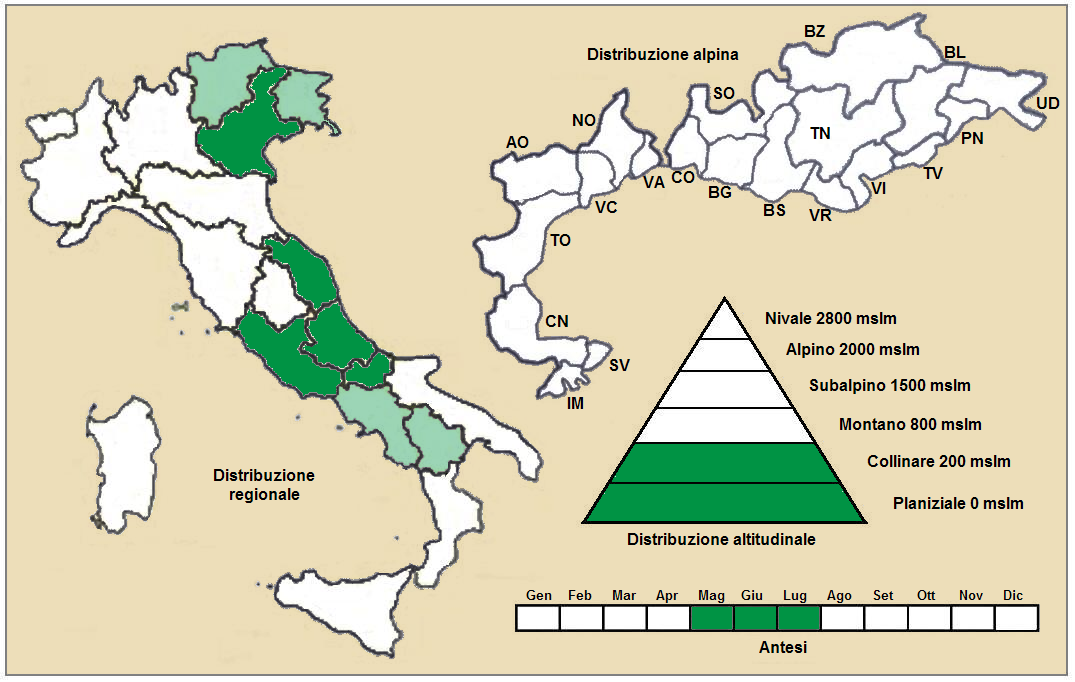
Distribuzione della sottospecie carstiense
(Distribuzione regionale)

- Nome: Melampyrum barbatum W. et K. subsp. carstiense Ronn., 1918.
- Descrizione: i denti del calice sono lunghi il doppio del tubo del calice; la corolla è lunga 25 – 30 mm e spesso è arrossata.
- Fioritura: da maggio a luglio.
- Geoelemento: il tipo corologico (area di origine) è Illirico.
- Distribuzione: in Italia è comune e si trova al Nord-Est e negli Abruzzi. Nel resto dell'Europa è presente in parte della Penisola Balcanica.[15]
- Habitat: l'habitat preferito da questa pianta sono i campi di cereali, i prati aridi, gli incolti e le siepi.
- Distribuzione altitudinale: sui rilievi queste piante si possono trovare fino a 800 m s.l.m..

#### Sottospeciebarbatum
- Nome: Melampyrum barbatum W. et K. subsp. barbatum.
- Descrizione: i denti del calice sono lunghi quanto il tubo del calice; la corolla è lunga 20 – 25 mm ed è colorata di giallo chiaro quasi bianco.
- Fioritura: da maggio a luglio.
- Geoelemento: il tipo corologico (area di origine) è Sud Est Europeo.
- Distribuzione: probabilmente questa sottospecie non è presente sul territorio italiano; nelle Alpi è presente nel Länder Austria Inferiore, si trova anche nei monti Carpazi.[16] Nel resto dell'Europa è presente nella Penisola Balcanica.[17]
- Habitat: l'habitat preferito da questa pianta sono i campi di cereali, i prati aridi, gli incolti e le siepi. Il substrato preferito è calcareo ma anche calcareo/siliceo con pH basico, medi valori nutrizionali del terreno che deve essere secco.[16]
- Distribuzione altitudinale: sui rilievi queste piante si possono trovare fino a 800 m s.l.m.; frequentano quindi i seguenti piani vegetazionali: collinare (oltre a quello planiziale – a livello del mare).
- Dal punto di vista fitosociologico Melampyrum barbatum appartiene alla seguente comunità vegetale:[16]

Formazione : delle comunità terofiche pioniere nitrofile
Classe: Stellarietea mediae
Ordine: Papaveretalia rhoeadis
Alleanza: Caucalidion lappulae

### Sinonimi
Questa entità ha avuto nel tempo diverse nomenclature. L'elenco seguente indica alcuni tra i sinonimi più frequenti:
- Melampyrum barbatum subsp. filarszkyanum
- Melampyrum barbatum subsp. kitaibelii

### Specie simili
Le specie Melampyrum della flora spontanea italiana si dividono in cinque "gruppi di specie" principali non sempre di facile distinzione:
- Gruppo A: M. cristatum
- Gruppo B: M. arvense, M. barbatum, M. fimbriatum e M. variegatum
- Gruppo C: M. nemorosum, M. catalaunicum, M. italicum e M. velebiticum
- Gruppo D: M. sylvaticum
- Gruppo E: M. pratense

Il disegno (sotto) mostra i caratteri del calice e delle brattee di questi cinque gruppi.

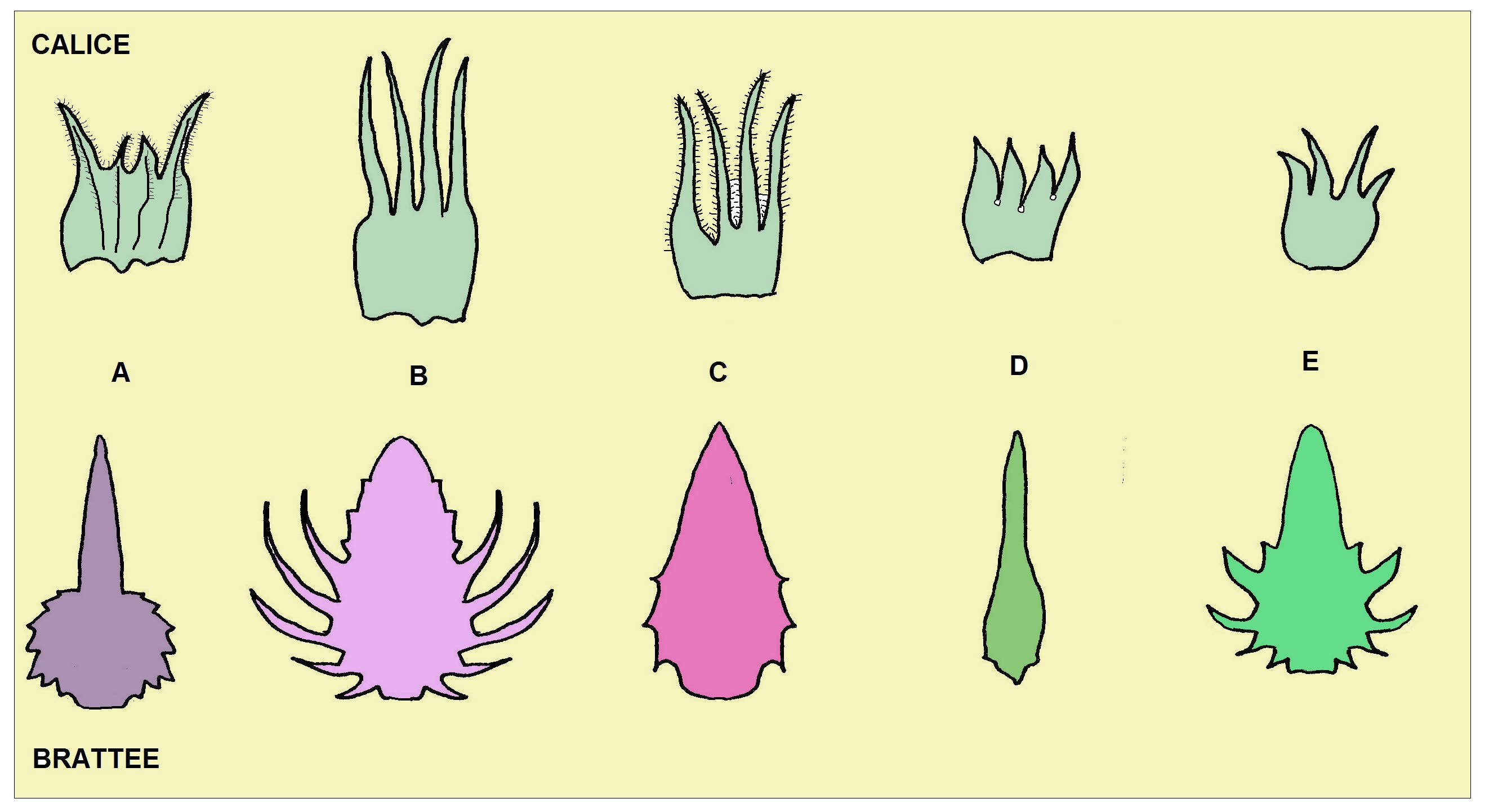
Calice e brattee dei cinque gruppi di Melampyrum
(A:M. cristatum - B:M. arvense - C:M. nemorosum - D:M. sylvaticum - E:M. pratense)

## Altre notizie
Il  melampiro barbato in altre lingue è chiamato nei seguenti modi:
- (DE)  Bart-Wachtelweizen
- (FR)  Mélampyre barbu